# Hypoponera foeda
Hypoponera foeda es una especie de hormiga del género Hypoponera, subfamilia Ponerinae. 

## Distribución
Esta especie se encuentra en Brasil, Panamá y San Vicente y las Granadinas.